# سباق كاديل ايفانز 2016
سباق كاديل ايفانز 2016 (بالإنجليزية: Cadel Evans Great Ocean Road Race 2016 )‏ هو سباق دراجات هوائية، وهو الموسم رقم 2 من السباق، وأقيم في 31 يناير 2016، وامتدّ لمسافة 173.9 كيلومتر، وهو أحد سباقات طواف أوقيانوسيا للدراجات 2016، وهو من نوع سباق يوم واحد، وقد شارك في السباق 146 متسابقاً ووصل إلى نهايته 92 متسابقاً.
فاز فيه بالمركز الأول بيتر كينو، وبالمركز الثاني لي هوارد، وبالمركز الثالث نيكولو بونيفازيو، والفائز حسب ترتيب السرعة باتريك لان (دراج)، والفريق الفائز في ترتيب الفرق سكاي 2016.

## الفرق
| فرق عالمية (9)- بي إم سي راسينغ - Dimension Data - IAM Cycling - Katusha - Lotto NL-Jumbo - Lotto-Soudal - Orica-GreenEDGE - Sky - Trek-Segafredo فرق قارية محترفة (4)- دراباك 2016 ‏ - نيبو-فيني فانتيني-يوربا أوفيني ‏ - تيم نوفو نورديسك ‏ - UnitedHealthcare Pro Cycling (men's team) ‏ فرق قارية (7)- Attaque Team Gusto ‏ - Bennelong SwissWellness Cycling Team p/b Cervelo ‏ - Data3–Symantec Racing Team p/b Scody ‏ - JLT–Condor ‏ - Kenyan Riders Downunder ‏ - St George Continental Cycling Team ‏ - State of Matter MAAP Racing ‏ فريق وطني- فريق أستراليا لركوب الدراجات للرجال 2016‏ |  |
| |  |

## التصنيف العام النهائي
| التصنيف العام | التصنيف العام     | التصنيف العام   | التصنيف العام    | التصنيف العام     |  |
| الدراج        | الدراج            | البلد           | الفريق           | الوقت             |  |
| ------------- | ----------------- | --------------- | ---------------- | ----------------- |  |
| 1.            | بيتر كينو         | المملكة المتحدة | سكاي             | 4 س 04 دقيقة 59 ث |  |
| 2.            | لي هوارد          | أستراليا        | IAM              | + 6 ث             |  |
| 3.            | نيكولو بونيفازيو  | إيطاليا         | تريك سيغافريدو   | + 6 ث             |  |
| 4.            | بيم يجثارت        | هولندا          | لوتو سودال       | + 6 ث             |  |
| 5.            | سيمون جيرانس      | أستراليا        | Orica-GreenEDGE  | + 6 ث             |  |
| 6.            | ناثان هاس         | أستراليا        | دايمنشن داتا     | + 6 ث             |  |
| 7.            | Alexey Tsatevich ‏ | روسيا           | كاتيوشا          | + 6 ث             |  |
| 8.            | بن سويفت          | المملكة المتحدة | سكاي             | + 6 ث             |  |
| 9.            | إنريكو باتاغلين   | إيطاليا         | لوتو إن إل-جامبو | + 6 ث             |  |
| 10.           | ديون سميث         | نيوزيلندا       | ONE              | + 6 ث             |  |

## وصلات خارجية
- الموقع الرسمي
- لمحة عن سباق سباق كاديل ايفانز 2016 على موقع  ProCyclingStats   (برو  سايكلنج  ستاتس) - إحصاءات  محترفي  الدراجات.
- سباق كاديل ايفانز 2016 على موقع إحصائيات الدراجات الإحترافية (الإنجليزية)
- سباق كاديل ايفانز 2016 في موقع Cycling Archives سايكلنج أركايفز